# Nareen Shammo
Nareen Shammo (Bashiqa, Iraque, 1986) é uma jornalista investigativa yazidi e defensora dos direitos humanos.

## Biografia
Ela estudou Literatura Inglesa na Universidade Al-Hadba de Mossul (Iraque), trabalhou como jornalista e produtora de TV durante 9 anos, e atualmente faz campanha pelos direitos das mulheres Yazidi.

## Ativismo
Em 2014, Nareen Shammo deixou o seu emprego na televisão quando soube que o Estado Islâmico raptava e escravizava sistematicamente mulheres e meninas no Iraque e tornou-se ativa na libertação de meninas e mulheres yazidis mantidas em cativeiro e na denúncia do genocídio dos yazidis. Ela trabalhou com a "Iniciativa para Ezidis" em todo o mundo e com o Centro Yazda.
Ela foi a primeira a falar sobre os abusos contra as mulheres Yazidi perante a região do Curdistão e a apelar por intervenção.

## Prêmios e reconhecimentos
- 2015 - Prêmio Feminino Clara Zetkin (Clara-Zetkin-Frauenpreis) do partido alemão Die Linke, por seu excelente trabalho.[5][6][7][8][3]
- 2015 - 100 mulheres mais inspiradoras do mundo pela BBC.[9]
- 2016 - Salt and Diageo's.[10]